# Ču
Il Ču (altresì chiamato Čuj, Chui o Chuy) (in russo Чу?; in kirghiso Чүй?, Çüy; in kazako Шу?, Shý) è un fiume che scorre in Kirghizistan e Kazakistan.

## Percorso
Il Ču nasce alla confluenza dei fiumi Joon-Aryk e Kočkor nel distretto di Kočkor. Nei pressi dell'Ysyk-Köl e della città di Balykčy prende una direzione nord-occidentale, attraversa la gola di Boom, ed entra nella valle di Čuj, nella quale si trova la capitale del Kirghizistan, Biškek; come molti altri fiumi e corsi d'acqua che drenano il Kirghizistan settentrionale, il Ču, dopo aver segnato per un centinaio di chilometri il confine tra i due paesi, entra in territorio kazako e si inaridisce nella steppa, a poca distanza dal Syr Darya.

## Storia
Durante il medioevo, l'area fu strategicamente importante dal momento che vi erano situati l'insediamento di Suayub, la capitale del khaganato dei Turchi Occidentali, e Balasagun, la capitale dei Kara-Khitan.

## Sfruttamento
Lungo il suo corso, gran parte delle sue acque vengono prelevate per irrigare a scopo agricolo le fertili terre nere della valle, in particolare quelle dell'omonima regione, la più settentrionale e popolosa del Kirghizistan.